# Samjeon-dong
Samjeon-dong (koreanska: 삼전동) är en stadsdel i Sydkoreas  huvudstad Seoul. Den ligger i den sydöstra delen av staden i stadsdistriktet Songpa-gu.